# Waterblock
 (juillet 2009).
Si vous disposez d'ouvrages ou d'articles de référence ou si vous connaissez des sites web de qualité traitant du thème abordé ici, merci de compléter l'article en donnant les références utiles à sa vérifiabilité et en les liant à la section « Notes et références ».

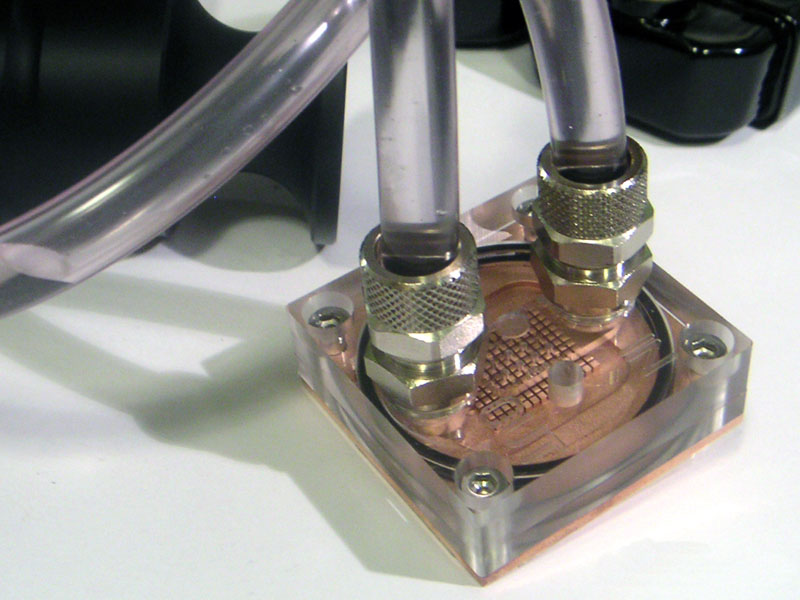
Un waterblock branché.

Le waterblock est le composant qui, dans un watercooling vient remplacer les traditionnels ventirads présents dans chaque ordinateur. C'est une pièce en cuivre ou en aluminium, le cuivre étant généralement préféré en raison de sa conductivité thermique supérieure, dans laquelle sont usinés des canaux dans lesquels un liquide peut circuler. Elle assure ainsi l'échange thermique entre le composant à refroidir et le liquide caloporteur, souvent de l'eau déminéralisée additionnée de liquide de refroidissement automobile, et divers additifs permettant divers effets esthétiques. 

## Description

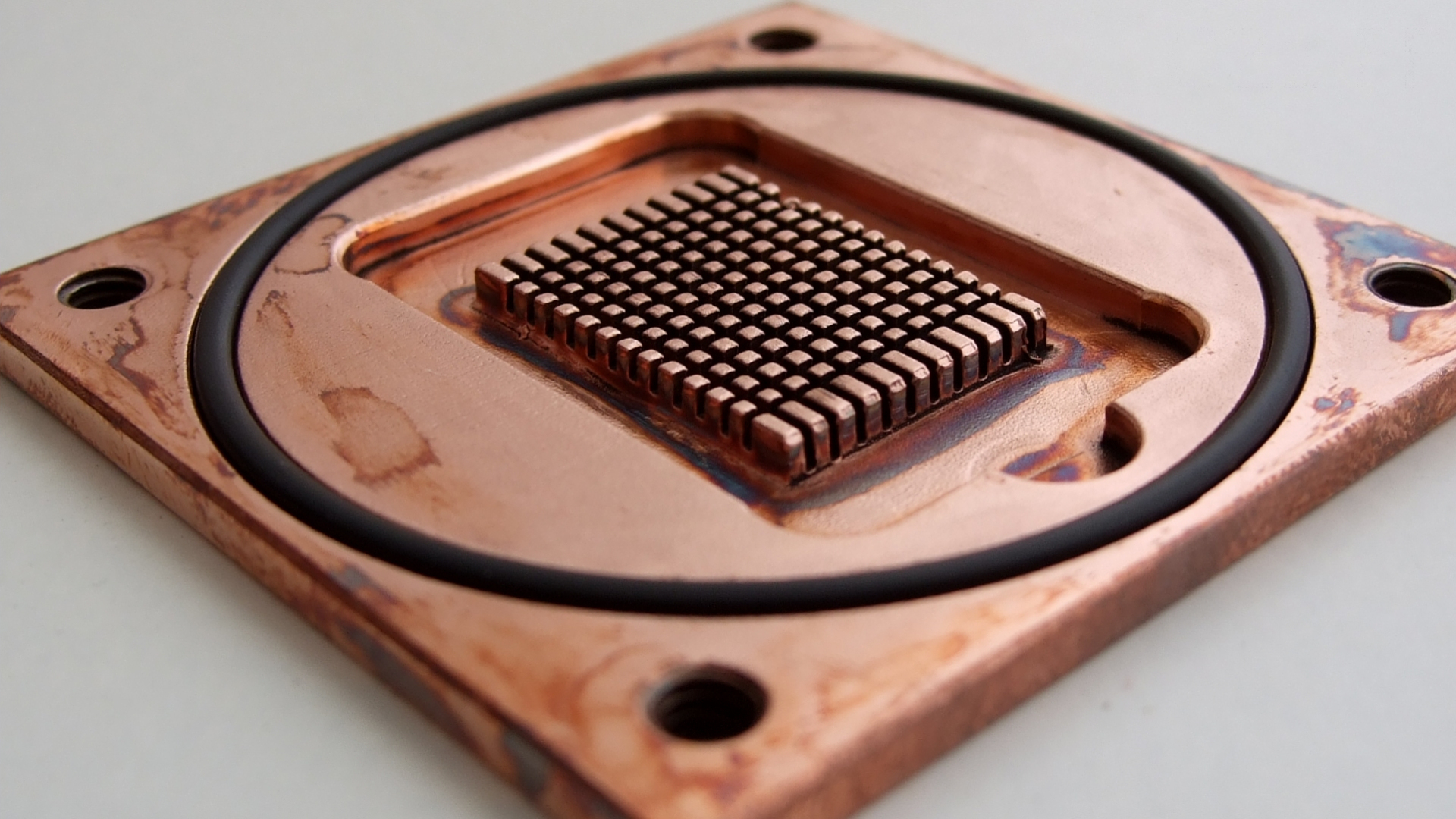
Vue du maze du fond d'un waterblock.

Un waterblock comporte toujours deux parties : le "maze" (labyrinthe), c'est-à-dire la base du bloc, et le dessus (la partie supérieure). Le dessus est pourvu de raccords pour les tuyaux, connectant ainsi le waterblock au reste du circuit de watercooling. La plupart des modèles disposent de 2 raccords (entrée, sortie), mais certains modèles possèdent 3 raccords selon le schéma : sortie - entrée - sortie.
On peut distinguer 2 types de waterblocks utilisant des conceptions différentes afin de refroidir au mieux les composants de l'ordinateur (processeur, chipset, GPU. etc.) :
- Les Waterblocks LPDC, Low ou Basses Pertes De Charge : Le waterblock est creusé de larges canaux offrant un minimum de résistance à la circulation du liquide ; ils compensent ainsi la faiblesse de leur surface d'échange par un débit élevé. Les pionniers du watercooling privilégiaient ces types de blocs, couplés à des BigMomma (radiateurs de voitures), car ils demandent peu d'entretien (les canaux larges ayant peu tendance à s'obstruer). On en trouve relativement peu dans le commerce de nos jours, car ils peuvent être réalisés avec très peu de matériel par un amateur, et demandent des tuyaux de larges diamètres avec une pompe offrant un gros débit.

- Les Waterblocks HPDC, High ou Hautes Pertes De Charge : Ils utilisent des canaux fins, privilégiant la surface d'échange au détriment du débit, et doivent être utilisés avec des caloporteurs très fluides en raison de leurs pertes de charge élevées. C'est le type de waterblock le plus répandu dans le commerce. Ils offrent des performances supérieures à celles des waterblock LPDC. Une pompe offrant un débit modéré est bien adaptée pour ces waterblocks, une pompe trop puissante forcerait et s'userait rapidement.

- D'autres conceptions :

- Waterblock à impacts : ils reposent sur l'impact de jets à très grande vitesse sur des picots ou des creux situés sur le maze du waterblock. Ce principe permet de dégager efficacement la chaleur sur un endroit précis, il permet l'utilisation d'une base métallique de faible épaisseur. Ces waterblocks génèrent des pertes de charges modérées. Ils sont assez courants dans le commerce. Leurs performances sont supérieures à celles des waterblocks HPDC. 
- Waterblocks à microcanaux : ces waterblocks poussent à l'extrême le principe des waterblocks HPDC. Ils sont basés sur des processus de fabrication particulièrement coûteux et complexes afin d'arriver à la réalisation de canaux les plus fins possibles permettant de disposer d'une surface d'échange considérable. Ils offrent des performances excellentes, mais seuls quelques modèles ont été réalisés par des passionnés ; ils n'existent donc pas dans le commerce.
Les performances sont données à titre indicatif car elles dépendent de nombre de facteurs, notamment de la composition du liquide caloporteur, des caractéristiques techniques de la pompe et du diamètre des tuyaux.